# Bitwa pod Rakowem

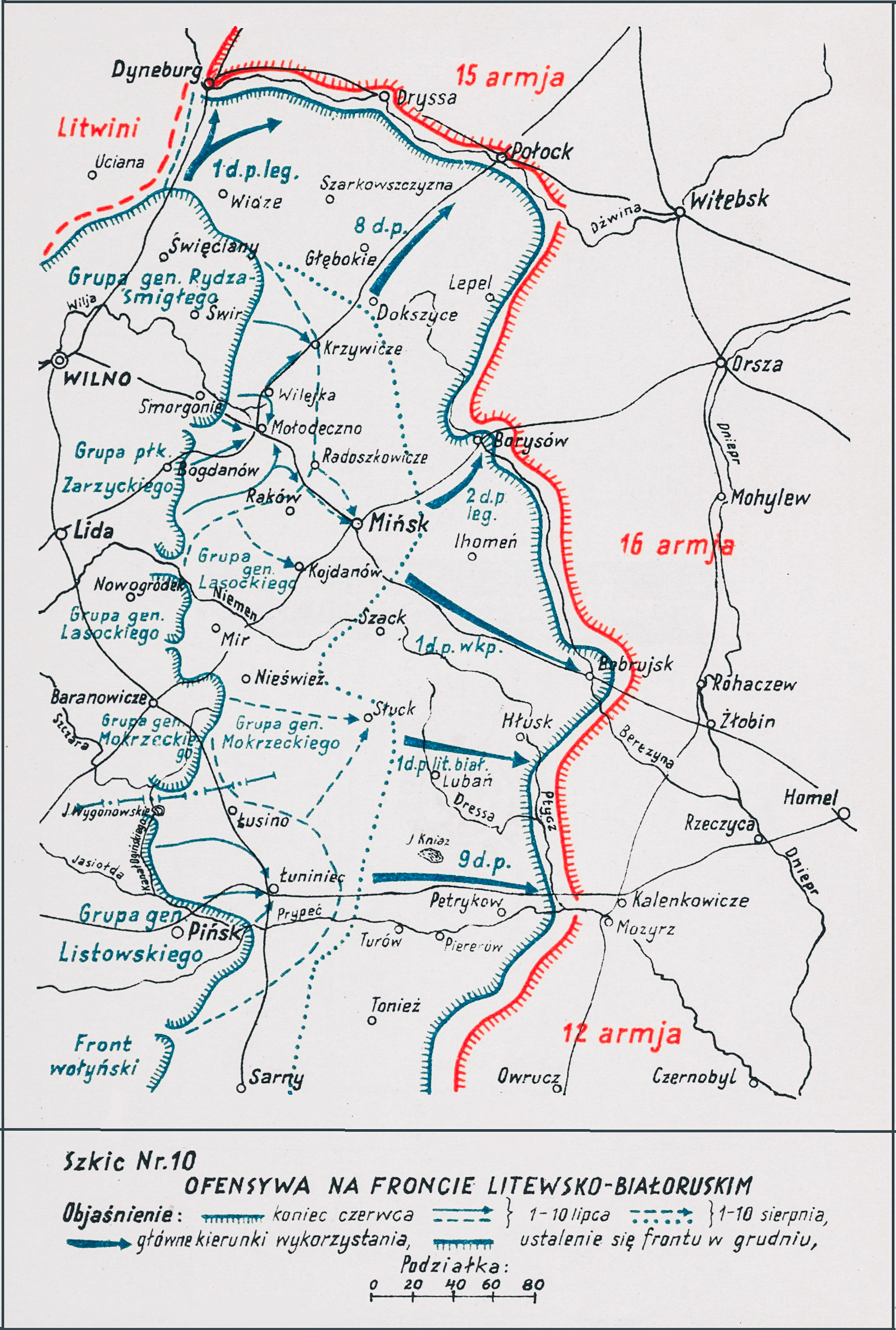
Adam Przybylski,
Wojna Polska 1918–1921

Bitwa pod Rakowem – walki polskiego 21 pułku piechoty z sowiecką 8 Dywizją Strzelców toczone w pierwszym roku wojny polsko-bolszewickiej.

## Geneza
W pierwszych miesiącach 1919 roku na wschodnich krańcach odradzającej się Rzeczypospolitej stacjonowały jeszcze wojska niemieckie Ober-Ostu. Ich ewakuacja powodowała, że opuszczane przez nie tereny od wschodu zajmowała Armia Czerwona. Jednocześnie od zachodu podchodziły oddziały Wojska Polskiego. W lutym 1919 jednostki polskie weszły w kontakt bojowy z oddziałami Armii Czerwonej. Rozpoczęła się nigdy niewypowiedziana wojna polsko-bolszewicka.  
Wskutek zarządzenia pogotowia bojowego przeciwko Niemcom, w maju i czerwcu front przeciwsowiecki pozostawał w defensywie. W Naczelnym Dowództwie WP trwały jedynie wstępne prace nad przygotowaniem ofensywy na Mińsk. Kiedy ustąpiło zagrożenie wojną z Niemcami, dowódca nowo powstałego Frontu Litewsko-Białoruskiego gen. Stanisław Szeptycki z własnej inicjatywy przeszedł do natarcia na Mołodeczno i zdobył je. 
Walki pod Mołodecznem skłoniły Naczelne Dowództwo WP do wzmocnienia sił gen. Szeptyckiego i skierowania w ten obszar grupy wielkopolskiej gen. Daniela Konarzewskiego oraz oddziałów 8 Dywizji Piechoty, pozostającej wcześniej na Froncie Mazowieckim.

## Walczące wojska
| Jednostka               | Dowódca                         | Podporządkowanie |
| Wojsko Polskie          |                                 |                  |
| 8 Dywizja Piechoty      |                                 |                  |
| ⇒ 21 pułk piechoty      | płk Fabian Kobordo              | grupa płk. Freja |
| → I/21 pułku piechoty   | mjr Aleksander Potrykowski      | 21 pułk piechoty |
| → III/21 pułku piechoty | kpt. Kazimierz Moniuszko        | 21 pułk piechoty |
| ⇒ 4 pułk ułanów         | płk Stanisław Rawicz-Dziewulski |                  |
| Armia Czerwona          |                                 |                  |
| 8 Dywizja Strzelców     |                                 | 16 Armia         |

## Walki pod Rakowem
W lipcu 1919 na Front Litewsko-Białoruski przybył z Ostrowi Mazowieckiej 21 pułk piechoty i wszedł w skład grupy płk. Bolesława Freja. 23 lipca obsadził on odcinek frontu na południe od Rakowa. Już następnego dnia jego III batalion otrzymał rozkaz ataku w kierunku na Dubasze – Buzuny i opanowania rubieży Girewicze – Stary Raków – Kozełczyzna. Jednocześnie, w celu wzmocnienia obrony 4 pułku ułanów, do dyspozycji jego dowódcy została wydzielona 11 kompania piechoty. 
Sowieci wyparli z pobliskiego Rakowa szwadrony 4 pułku ułanów, a wspierająca je kompania 21 pp ppor. Stanisława Sadowskiego została otoczona i musiała przebijać się przez pierścień okrążenia. Między Rakowem a Buzunami powstała w polskim ugrupowaniu wyrwa, przez którą czerwonoarmiści ruszyli na Michałów. Stwarzało to poważne zagrożenie na lewym skrzydle pułku. Interweniował dowódca pułku płk Fabian Kobordo i wysłał w kierunku Rakowa kompanie odwodowe. Przeciwnik odparł polski kontratak i nadal kontynuował natarcie na Michałów. Dowódca 21 pp zorganizował kolejny kontratak. Tym razem pozostawił w Buzunach dwie kompanie, a głównymi siłami uderzył na Raków i zdobył go. Podchodzące już pod Michałów oddziały sowieckie, obawiając się okrążenia, zawróciły. 
25 lipca oddziały Armii Czerwonej zaatakowały broniący Buzun III batalion kpt. Moniuszki. Batalion załamał natarcie nieprzyjaciela, a 26 lipca sam zaatakował i zdobył Raków Stary oraz Kuczkuny. Jednak jeszcze tego samego dnia oddziały sowieckie, wspólnie z oddziałem strzelców łotewskich, ponownie przerwały front na południe od Rakowa. 
W kolejnych dniach polskie dowództwo zreorganizowało siły i I batalion otrzymał rozkaz osiągnięcia linii Wielkie Sioło, zaś III batalion rubieży Jankowce – Zahajne - Malawki. Bataliony zrealizowały zadanie, ale walczący pod Malawką III batalion poniósł dotkliwe straty.
2 sierpnia Sowieci opanowali wieś Kul. Tu jednak przerwali natarcie. Wykorzystał to dowódca 21 pp i w porze obiadowej uderzył na wroga. Zajęci spożywaniem posiłku czerwonoarmiści dali się zaskoczyć i rozpoczęli bezładny odwrót. Jednak na skutek dużej przewagi ilościowej przeciwnika, następnego dnia polski pułk opuścił Raków i zajął stanowiska na zachód od miasteczka. Już 5 sierpnia I batalion mjr. Potrykowskiego odbił Raków, a kontrataki Sowietów, w tym i na Malawkę zostały odparte.